# Adonisea cora
Adonisea cora là một loài bướm đêm trong họ Noctuidae.